# Molokini

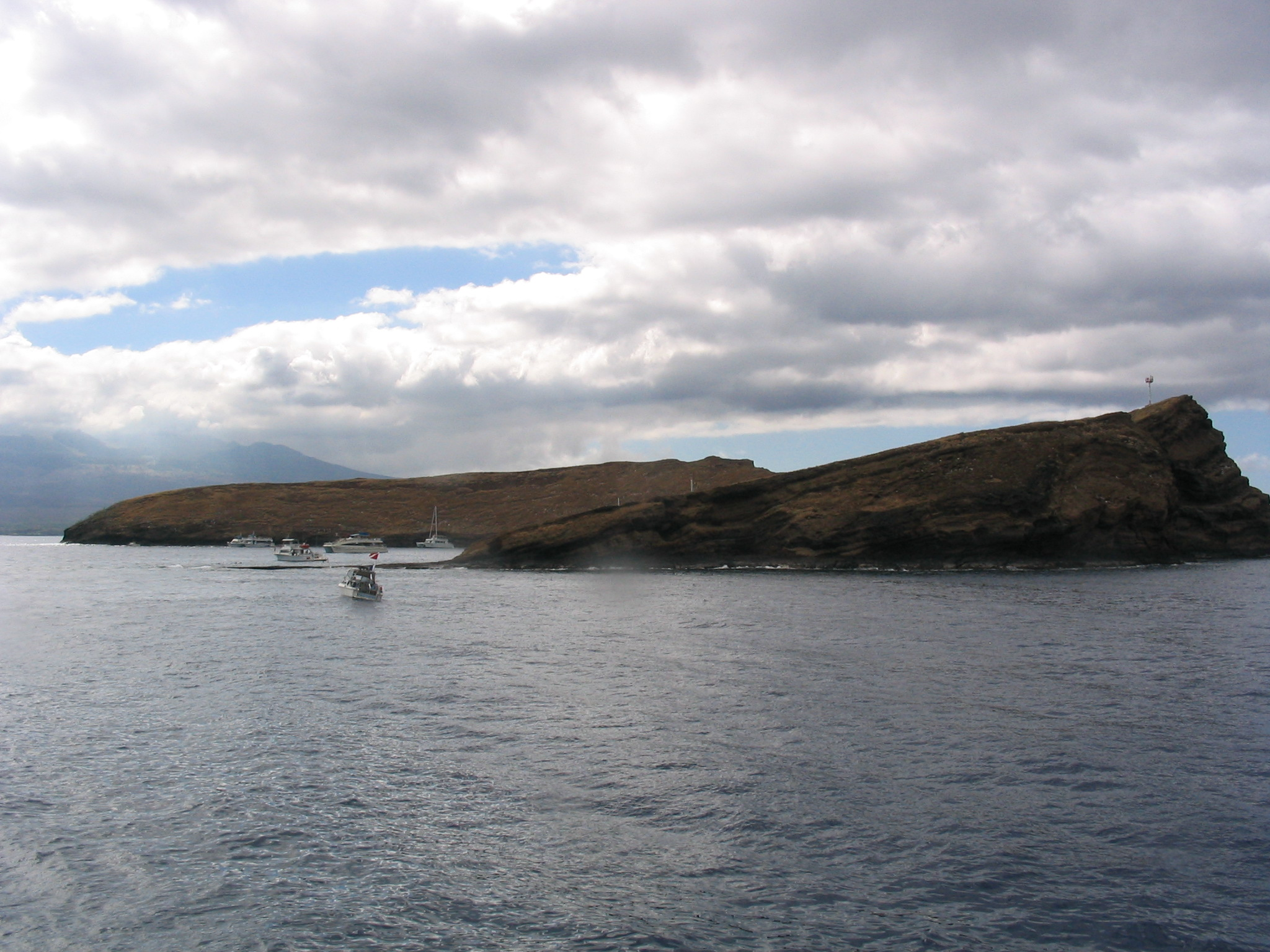
Molokini

Molokini är en halvmåneformad vulkankraterö utanför Maui, Hawaii. Den är en populär turistort och varje dag kommer många båtar med turister från Mauis sydkust. Molokini är populär för scubadykning, snuba och snorkling.